# Acrocephalus newtoni
felosa-dos-pântanos-malgaxe ou felosa-de-madagáscar (Acrocephalus newtoni) é uma espécie de ave da família Acrocephalidae. Apenas pode ser encontrada em Madagáscar. Os seus habitats naturais são: pântanos.